# Bible Black
Bible Black (バイブルブラック, Baiburu Burakku) é um videogame eroge desenvolvido pela ActiveSoft e publicado em 14 de julho de 2000. Sei Shoujo é o criador original da arte dos jogos, design de personagens e escreveu o roteiro original do jogo.
Desde então, o Studio Milky adaptou o jogo para várias adaptações de Hentai. A primeira adaptação, simplesmente intitulada Bible Black, consistiu em seis episódios animando várias cenas do videogame. No ano seguinte, foi lançado um OVA de dois episódios intitulado Bible Black: Origins, que serviu de prequel para os eventos da Bible Black . Em abril de 2004, o Milky Studio produziu uma série de sequências intitulada Bible Black: New Testament, que segue as façanhas dos personagens originais dez anos após o lançamento do Bible Black . A mais recente adaptação do OVA, Bible Black Only, consiste em histórias vazias que explicam o que aconteceu com vários personagens durante o enredo de Bible Black .
O jogo foi republicado em 2006 como Bible Black Slim, com cenas estendidas, seguidas por uma curta sequela chamada Bible Black Infection em 2008. Nenhum desses jogos envolveu o artista / escritor original Sei Shoujo, pois ele havia deixado o ActiveSoft nessa época.

## Sinopse

### Configuração
O jogo se passa em uma academia que, segundo boatos, foi a base das operações de um clã doze anos antes da edição principal. Este clube de bruxaria praticava magia negra em um depósito no porão.

### Enredo
Taki Minase, um estudante do ensino médio, encontra um livro de magia negra no depósito isolado de sua escola. Ele começa a praticar magia negra, que tem efeitos sexuais extremos que beneficiam ele e seus amigos, até que o mal saia da arte sombria. Eventualmente, as origens do livro são reveladas, como é o incidente na noite de Walpurgis, doze anos antes, quando a força do mal era mais forte. Depois de voltar a si, Minase luta para sair da escuridão em que colocou a si mesmo e a seu melhor amigo e amor secreto, Kurumi Imari.

## Personagens
Taki Minase (水無瀬 多喜, Minase Taki)
O personagem principal, um estudante do ensino médio que descobre o livro de magia (conhecido como "Bíblia Negra") em um porão da escola e se torna um peão de poderosa magia negra .
Kurumi Imari (伊万里 胡桃, Imari Kurumi)
Amigo de infância de Minase, vizinho e namorada de fato. Ela vem acordar Minase todas as manhãs. Ela sabe tudo sobre Minase e tenta ajudá-lo de todas as maneiras. Nota: Ela é faixa-preta em Shorinji Kempo e muito resistente. Ela é boa em cozinhar e cuida de Minase quando Yukiko está ausente.
Hiroko Takashiro (高城 寛子, Takashiro Hiroko)
A professora de arte do ensino médio, responsável pelo clube de arte, do qual Minase e Imari fazem parte. Ela é muito popular entre os alunos por sua boa aparência e personalidade amável.
Reika Kitami (北見 麗華, Kitami Reika)
A misteriosa enfermeira do ensino médio e a principal antagonista da série. Ela parece gostar de Minase e conhece seus experimentos com magia negra. Ela foi usada como uma virgem sacrificial em um ritual para o Grupo de Bruxaria original (que foi inicialmente liderado por Miss Takashiro). No entanto, como ela não era de fato virgem (ela já havia sido estuprada por gangues), o ritual deu terrivelmente errado. Quando os portões do Inferno se abriram, ela fez um acordo com Satanás que a mantinha viva em troca de sua alma. Agora, o tempo que Satanás deu a ela está se esgotando e ela está procurando um novo corpo feminino virginal para usar como reencarnação.
Kaori Saeki (佐伯 香織, Saeki Kaori)
Colega de classe de Minase. Ela é obcecada pelo oculto e estabeleceu um novo grupo oculto baseado no grupo de doze anos atrás. Ela sabe muito sobre magia negra, e sua sorte é muito popular. Ela se interessa por Minase e tenta seduzi-lo depois de saber que ele possui o livro.
Rika Shiraki (白木 里香, Shiraki Rika)
O chefe do conselho estudantil. Rica e intocável, ela é muito popular entre os meninos. Ela desenvolve uma queda por Minase depois que feitiços são lançados nela.
Jun Amatsuki (天月 純, Amatsuki Jun)
Um membro do clube oculto de Saeki.
Maki Kurimoto (栗本 真紀, Kurimoto Maki)
Um membro do clube oculto de Saeki.
Miyuki Nonogusa (野々草 美由紀, Nonogusa Miyuki) Miyuki Nonogusa (野々草 美由紀, Nonogusa Miyuki)
Um membro da equipe de natação do ensino médio. Ela já esteve na mesma classe que Minase. Os outros membros da equipe de natação a invejam.
Shinobu Kobayashi (小林 忍, Kobayashi Shinobu)
Capitão da equipe de natação do ensino médio. Ela detesta Nonogusa por ciúmes.
Mikimoto (美樹本)
Um membro da equipe de natação do ensino médio. Um dos lacaios de Kobayashi.
Yukiko Minase (水無瀬 由起子, Minase Yukiko)
Apresentado como meia-irmã de Minase no anime, Yukiko é na verdade primo e guardião de Minase no jogo original, apesar de os dois agirem como irmãos. Ela é uma pessoa de força de vontade e gosta de intimidar Minase, além de provocá-lo em casa com roupas chamativas . Sendo uma grande aluna de latim e francês na faculdade, ela ajuda Minase a traduzir o conteúdo do livro de magia.
Mika Ito (伊藤 美香, Itō Mika)
Colega de classe de Minase e um dos seguidores de Saeki. Ela é a primeira vítima da prática de magia de Minase do livro.
Ayumi Murai (村井 亜由美, Murai Ayumi)
Colega de classe de Minase e um dos seguidores de Saeki. Ela descobre que Minase pode usar magia negra e pede que ele cante um encantamento para ela.

### Personagens daBíblia Black: Origins
Nami Kozono (小園 奈美, Kozono Nami) Nami Kozono (小園 奈美, Kozono Nami)
Uma lésbica misteriosa de cabelos negros que é a presidente do conselho estudantil da escola. Ela é muito popular entre os meninos, apesar de não se interessar por homens. Ela finalmente se torna a líder do clube de bruxaria, pondo em movimento os eventos da Bíblia Negra original.
Junko Mochida (持田 潤子, Mochida Junko)
Amante lésbica de Nami Kozono, que também é membro do Conselho Estudantil. Ela se refere a Nami carinhosamente como "Onee-sama" ( irmã mais velha ). Junko é o primeiro experimento do grupo com magia; ela foi submetida a um feitiço simples que a fez se masturbar na frente de toda a escola durante um discurso. Isso causou rejeição social a Junko e levou Takashiro a estabelecer o Grupo de Bruxaria.

## Videogame
O jogo tem doze finais diferentes e o enredo diverge com base nas escolhas feitas pelo jogador, que influenciam finais "neutros", finais de "caos" e finais de "lei". No entanto, existe apenas um resultado considerado por seus desenvolvedores como o final "verdadeiro". O Bible Black foi publicado em inglês em 2006, sob o nome de Bible Black: The Game após o término da operação da Activesoft.

## Anime

### Bible Black
Bible Black (バイブルブラック, Baiburu Burakku, Bible Black) é a primeira adaptação homônima de OVA do videogame.
Um estudante da academia, Taki Minase, encontra um livro estranho, o Bible Black, enquanto explora uma sala abandonada no porão da escola. Com a ajuda de seu primo, ele traduz os escritos latino-franceses e os considera instruções para magia negra, que na verdade é uma forma de satanismo cabalístico (a tradução não foi mencionada no OVA).
Usando a magia do livro, Minase é capaz de fazer Rika Shiraki se apaixonar por ele, além de ajudar sua amiga Ayumi Murai a fazer com que o garoto que ela ama a ame de volta. Reika Kitami, a enfermeira da escola, ouve seus atos mágicos e decide influenciá-lo, pois ela precisa do livro para si mesma. Doze anos antes, na noite de Walpurgis, Kitami foi usado como sacrifício para o Clube de Bruxaria anterior e só sobreviveu após fazer um acordo com Satanás, tornando-se um hermafrodita no processo. Kitami agora precisa de uma menina virgem para atuar como um vaso para sua reencarnação, pois a vida que Satanás deu a ela está se esgotando. Kaori Saeki, a chefe do novo Clube de Bruxaria, também observa os atos mágicos de Minase e o convence a ir a uma de suas reuniões com o livro. Depois de ser seduzida por Kitami e possuída por um demônio menor, Minase a leva com ele e ela estupra Saeki até a submissão, assumindo o Clube de Bruxaria.
Kitami realiza sessões particulares de aconselhamento para meninas, tentando encontrar a virgem de que precisa. Ela revela a Minase que as duas garotas que ela viu foram Shiraki e a amiga de infância de Minase, Kurumi Imari. No entanto, como Shiraki não é mais virgem (graças a Minase), Kitami persegue Imari, que está faltando na escola recentemente depois de entrar em Minase e Shiraki durante a relação sexual. Kitami também seqüestra regularmente a professora de arte, Hiroko Takashiro, e a pratica torturas sexuais depois de descobrir que Takashiro era o chefe do Clube de Bruxaria que a havia sacrificado, mesmo que Takashiro tenha deixado o círculo antes do ritual.
Depois que Imari é abduzida por Kitami, o demônio menor deixa Minase e ele percebe que ama Imari e deve salvá-la. Com a ajuda de Takashiro e da Bíblia Negra, ele encontra um feitiço que Takashiro acredita que irá parar o esquema maligno de Kitami. A essa altura, é Walpurgis Night, mais uma vez, e Kitami planeja reencarnar em Imari. Kitami corta os pulsos e tem relações sexuais com Imari conforme o ritual de reencarnação exige, mas Minase o interrompe e lança seu feitiço sobre Kitami. Aparentemente, isso faz com que o ritual falhe, e Kitami morre de perda de sangue.
Depois, Minase e Imari confessam seu amor um pelo outro e mantêm relações sexuais. Algum tempo depois, Saeki é visto no santuário do Witchcraft Club, planejando roubar a Bíblia Negra, que seria deixada lá antes da entrada ser selada. Imari entra na sala e destrói a Bíblia Negra com um feitiço de fogo, depois se revela hermafrodita, mostrando que o ritual de Kitami foi bem-sucedido. A série termina com Kitami decidindo testar seu novo corpo estuprando Saeki novamente.
Todos os seis episódios de preto Bíblia já foram re-cut como um filme de 110 minutos intitulado Bible Black Complete Version (バイブルブラック 完全版, Baiburu Burakku Kanzenban) 完全版

#### Elenco e personagens
| Personagem       | Ator japonês                                                         |
| ---------------- | -------------------------------------------------------------------- |
| Taki Minase      | Osamu Tokita, Takuya Hiramatsu (apenas nos dois primeiros episódios) |
| Kurumi Imari     | Kaori Nishijima                                                      |
| Hiroko Takashiro | Nagisa Futami, Akemi Kimura (apenas dois primeiros episódios)        |
| Rika Shiraki     | Rika Koyama                                                          |
| Kaori Saeki      | Haruna Kanbayashi                                                    |
| Reika Kitami     | Michiru Shirozaki                                                    |
| Mika Ito         | Kimika Sasa                                                          |
| Yukiko Minase    | Kanan Yuzuki                                                         |

### Bible Black: Origins
Bible Black: Origins (バイブルブラック 外伝, Baiburu Burakku: Gaiden, Bible Black: Side Story) é a segunda adaptação de OVA do jogo, lançada em 25 de maio de 2002. Situado cerca de doze anos antes dos eventos do OVA original, Hiroko Takashiro e Reika Kitami agora são alunos da escola e vários novos personagens também são introduzidos. O primeiro episódio começa com duas alunas, Nami Kozono e sua amante Junko Mochida, fazendo sexo na sala de aula depois da escola. Em outra sala de aula, Hiroko Takashiro e suas duas melhores amigas Rie Morita e Saki Shindou estão lendo cartas de Tarot. Eles recebem uma leitura da sorte: Uma grande mudança está sobre você. Algo vai mudar sua vida completamente. Nami logo os interrompe e diz que eles devem sair se não fizerem parte de um clube. Depois que ela repreende o grupo por seu interesse em bruxaria, Hiroko a adverte para não levar a bruxaria de ânimo leve. Ela explica que eles estão tentando aprender a verdade sobre a história através da bruxaria, e até pede a Nami para se juntar a eles. Nami fica inicialmente intrigado, mas rapidamente o ignora e zomba deles novamente.
No dia seguinte, a escola recebe uma nova aluna transferida, Reika Kitami, uma garota bonita mas ingênua; enquanto isso, Rie encontra o Bible Black em uma loja de antiguidades e o compartilha com Hiroko e Saki. Aqui também é revelado que o pedido das meninas para iniciar um clube de bruxaria foi negado por Nami, que é a chefe do Conselho Estudantil .
Nami se interessa muito por Reika e flerta com ela no banheiro mais tarde naquele dia, embora isso pareça apenas deixá-la desconfortável. Quando Reika não devolve o carinho de Nami, seu flerte se transforma em avanços sexuais indesejados. Depois da escola, Nami se oferece para orientar Reika em uma classe com a qual está tendo problemas, e a usa como uma oportunidade para agredi- la sexualmente . Quando uma humilhada Reika a rejeita, Nami fica furiosa - nunca tendo sido rejeitada em sua vida - e sai em disparada.
Hiroko e suas amigas começam a traduzir o texto franco - latino - hebraico da Bíblia Negra e planejam se vingar de Nami por proibi-los de fundar um clube de bruxaria. Como teste, eles lançaram um feitiço simples sobre o amante de Nami, Junko, que é dito para fazer uma jovem "dançar nua". O feitiço deles é bem-sucedido quando, no dia seguinte, Junko fica excitada enquanto faz um discurso para uma assembléia, fazendo com que ela se despe e se masturbe na frente de toda a escola. Nami fica horrorizada com o incidente e suspeita do grupo quando Saki mais tarde ameaça que ela pode "ser a próxima a dançar nua".
Depois da escola, Hiratani, um estudante pária obcecado por Nami, pede ao grupo que encante Nami para fazê-la se apaixonar por ele. Eles fazem isso e, quando Nami chega à escola no dia seguinte, ela se vê irremediavelmente apaixonada por Hiratani. Ela pede que ele a encontre na sala do Conselho Estudantil durante o almoço, onde eles fazem sexo muitas vezes. Hiroko, Rie e Saki olham pela janela, espantados com o fato de sua mágica ter funcionado. O grupo é abordado por outros alunos (e alguns professores) para fazer favores semelhantes e eles ganham uma quantia justa de dinheiro.
Desesperada por ainda mais atenção de Hiratani, Nami vai para Hiroko e seus amigos um dia depois da escola e implora que eles usem sua magia para fazer Hiratani amá-la para sempre. Hiroko diz que fará isso, em troca de um lugar onde o grupo possa praticar sua mágica. Nami arranja para eles usarem o porão da escola, e Hiroko concorda em lançar o feitiço. Mas, em vez de cumprir o pedido de Nami, ela lança um "feitiço de libertação" para ela, fazendo com que ela recupere a razão e fique furiosa, com nojo de ter "fodido aquele homem imundo", e Nami foge da sala com raiva.
Retornando à escola no dia seguinte, Nami fica enojada ao descobrir que Hiratani ainda está muito apaixonada por ela. Ela ordena que um grupo de bandidos o derrube inconsciente em um armazém. Com o desaparecimento de Hiratani, Nami começa a perseguir Reika novamente, implorando para que ela faça sexo com ela, a fim de "purificar" seu corpo do fedor de Hiratani. Reika finalmente ataca e dá um tapa em Nami em legítima defesa, chamando-a de louca.
Ansioso por vingança no grupo de Reika e Hiroko, Nami ganha a confiança de Hiroko e pede para se juntar ao clube (agora chamado "Rose Cross"). Hiroko a permite entrar, divertida com o quão ansiosa Nami está em se juntar a eles depois de zombar deles.
O grupo planeja, eventualmente, convocar o próprio Satanás, mas percebe que eles precisam de um teste antes de passarem para um sacrifício humano completo. Para o primeiro ritual, eles decidem convocar um demônio, a fim de colocar Satanás do lado deles. Para o sacrifício, eles matam um filhote de cachorro vadio que Reika havia feito amizade quando chegara à escola. No entanto, o ritual vai horrivelmente errado e o demônio começa a violentamente estuprar Hiroko, enviando, assim, para o hospital.
Com a Walpurgis Night se aproximando rapidamente, Nami aproveita a ausência de Hiroko e se torna a líder de Rose Cross. No dia de Walpurgis, ela decide usar Reika como um sacrifício virgem que abrirá os Portões do Inferno . Ela manda seus bandidos sequestrarem Reika e a levam para o armazém, onde eles revelam a carcaça do filhote sacrificado. Nami dá aos bandidos permissão para estuprar Reika enquanto ela e o grupo se preparam para o ritual, desde que eles só se envolvam em sexo anal com ela, mantendo intacta sua virgindade . Um dos bandidos ignora sua ordem e leva a virgindade de Reika de qualquer maneira, sem que Nami soubesse. Enquanto isso, Hiroko acorda no hospital e, percebendo que é noite de Walpurgis, se entrega. Ao retornar, ela pede ao grupo que pare de usar magia, dizendo que seu poder é forte demais para que eles possam lidar. Ela falha em convencê-los, no entanto, e é forçada a depor por Nami e pelo resto do grupo, e é colocada por Rie e Saki em um armário até o término do ritual.
Reika é sacrificada, mas como ela não é mais virgem, os Portões do Inferno reagem, mas não se abrem. Nami, agora delirante e decidida a se vingar do grupo, entra em um tumulto assassino e mata os outros membros, incluindo os amigos de Hiroko, até que os Gates finalmente começam a se abrir. Nami deixa cair a espada no chão e fica na frente dos portões para cantar para Satanás. Reika - gravemente ferida, mas ainda viva - usa todo o seu poder para esfaquear Nami até a morte. Satanás propõe um contrato para a Reika moribunda: ele permitirá que ela viva mais alguns anos, se ela lhe der sua alma em troca. Relutante, mas morrendo rapidamente, Reika aceita o acordo.
Momentos depois, Hiroko, tendo conseguido se libertar, corre para o porão, apenas para descobrir que o ritual havia terminado e que os membros de Rose Cross (incluindo Nami, Rie e Saki) foram abatidos de forma selvagem. A série termina com um Reika visivelmente perturbado, nu e ensanguentado da cabeça aos pés, percorrendo a cidade ao amanhecer, olhando alegremente para o céu. A cena desaparece com uma foto dela ainda andando pela cidade, a caminho de se tornar a mulher que Kurumi Imari e Taki Minase conheceriam doze anos depois.

#### Elenco e personagens
| Personagem              | Ator japonês      |
| ----------------------- | ----------------- |
| Mochida Junko           | Midori Sakioka    |
| Seiji "Hiratani" Hiraya | Yasuteru Momozawa |
| Hiroko Takashiro        | Nagisa Futami     |
| Nami Kozono             | Kaori Sanada      |
| Saki Shidou             | Yoko Iwatani      |
| Reika Kitami            | Michiru Shirozaki |
| Rie Morita              | Noriko Kitani     |

### New Bible Black
Shin Baiburu Burakku (新・バイブルブラック, New Bible Black), is the third installment of the OVA series. Years have passed since Walpurgis Night, and the girls of the Witchcraft Club have all graduated and made their way in the world. Both Shiraki and Saeki become teachers at their school, while Takashiro becomes a Buddhist nun. Imari has become a police woman, who serves as a psychic investigator in the Tokken division. Her team is looking into a series of horribly gruesome murder cases that all happened during sexual intercourse.
Estranhamente, testemunhas veem uma figura fantasmagórica nas cenas do crime. Saeki reinicia o Clube de Feitiçaria com uma nova safra de meninas, mas não está claro a princípio, se ela está lutando com Kitami ou ajudando-a. Enquanto isso, Imari e seu subordinado Tokken, Aki, são apanhados em um assalto a banco conduzido por ladrões ocultos. Uma cerimônia improvisada realizada no local faz com que Kitami assuma o poder de Imari. Na sequência, Imari rouba a Lança de Longinus que os ladrões estavam atrás do cofre do banco.
Imari / Kitami encontrou a virginal "Mulher Escarlate" em Aki. Ela se entrega à cerimônia sexual com ela usando a lança de Longinus. Enquanto isso, a figura fantasmagórica, identificada como Jody Crowley, e Takashiro interferem na cerimônia, mas com intenções diferentes. A Lança fica permanentemente alojada na vagina de Aki e agora é alvo das várias forças da magia negra.
A cerimônia final culmina com as forças de magia negra de Imari / Kitami e Jody Crowley competindo pela Scarlet Woman. Ataques voam por toda parte, enquanto Takashiro e Capitão Yuge lutam para derrotar os dois e terminar a cerimônia sombria. Quando Jody parece emergir triunfante, a Lança de Longinus reaparece de Aki e reanima o grimório original, a Bíblia Negra. O diabo surge para levar as almas do contrato: Reika Kitami e Jody Crowley. Um esforço final de Takashiro consegue selar o grimório enquanto a alma de Jody é tomada e Kitami consegue possuir o corpo de Jody. A cena final parece pacífica com todo mundo contente com o mundo, mas em uma das cenas finais, o protetor de tela do laptop de Aki passa a ser várias imagens de um Kitami ameaçador, sugerindo uma possível parcela futura da série.
A maioria dos personagens da Bíblia Negra retorna no Novo Testamento, no entanto, Minase não aparece e é mencionada apenas uma vez.
Todos os seis episódios do Novo Testamento foram recriados como um filme de 120 minutos intitulado New Bible Black Complete Version: Restored ~Rinne~ (新・バイブルブラック完全版 Restored 〜輪廻〜, Shin Baiburu Burakku Kanzenban Restored ~ Rinne ~)  além disso, contém animação estendida.

### Bible Black: Only
Bible Black: Onrī-hen (Bible Black オンリー版) consiste em sete curtas-metragens, que retratam histórias sexuais paralelas que acontecem na época da série original.